# Anne Archer
Anne Archer (Los Angeles, 1947. augusztus 24. –) amerikai színésznő.
Kritikailag legsikeresebb szerepe a Végzetes vonzerő (1987) című erotikus thrillerben volt, mellyel női mellékszereplőként Oscar-, BAFTA- és Golden Globe-díjakra jelölték. 1993-ban a Rövidre vágva többi szereplőjével együtt kapott különleges Golden Globe-díjat és Volpi Kupát. További filmjei közé tartozik az Édenkert a sikátorban (1978), a Férfias játékok (1992) és a Végveszélyben (1994).
Visszatérő szerepeket vállalt olyan sorozatokban, mint a Boston Public (2003), a Felhőtlen Philadelphia (2006) és a Szellemekkel suttogó (2006–2008).

## Magánélete
1968-ban házasodott össze William Davisszel, 1977-ben elváltak. 1979-ben férjhez ment Terry Jastrow-hoz. Két házasságából két fia született. Szcientológus.

## Filmográfia

### Film
| Év   | Magyar cím                   | Eredeti cím                            | Szerep                    | Magyar hang        |
| ---- | ---------------------------- | -------------------------------------- | ------------------------- | ------------------ |
| 1972 | A betörhetetlenek            | The Honkers                            | Deborah Moon              |                    |
| 1972 |                              | Cancel My Reservation                  | Crazy Hollister           |                    |
| 1973 |                              | The All-American Boy                   | Drenna Valentine          |                    |
| 1976 |                              | Trackdown                              | Barbara                   |                    |
| 1976 |                              | Lifeguard                              | Cathy                     |                    |
| 1978 | A jó fiúk feketében járnak   | Good Guys Wear Black                   | Margaret                  | Csere Ágnes        |
| 1978 | A jó fiúk feketében járnak   | Good Guys Wear Black                   | Margaret                  | Kéri Kitty         |
| 1978 | Édenkert a sikátorban        | Paradise Alley                         | Annie O'Sherlock          | Spilák Klára       |
| 1980 |                              | Hero at Large                          | Jolene Marsh              |                    |
| 1980 | A Titanic kincse             | Raise the Titanic                      | Dana Archibald            | Fazekas Zsuzsa     |
| 1980 | A Titanic kincse             | Raise the Titanic                      | Dana Archibald            | Udvaros Dorottya   |
| 1981 | Zöld halál                   | Green Ice                              | Lillian Holbrook          | Kovács Nóra        |
| 1981 | Zöld halál                   | Green Ice                              | Lillian Holbrook          | Spilák Klára       |
| 1982 |                              | Waltz Across Texas                     | Gail Weston               |                    |
| 1984 | Gyilkosok között (Fantomkép) | The Naked Face                         | Ann Blake                 | Urbán Andrea       |
| 1985 |                              | Too Scared to Scream                   | Kate Bridges              |                    |
| 1986 | A Csekk a postán van         | The Check is in the Mail...            | Peggy Jackson             |                    |
| 1987 | Végzetes vonzerő             | Fatal Attraction                       | Beth Gallagher            | Szerencsi Éva      |
| 1990 | Az élvhajhász                | Love at Large                          | Miss Dolan                | Hámori Eszter      |
| 1990 | Hajszál híján                | Narrow Margin                          | Carol Hunnicut            | Kovács Nóra        |
| 1990 |                              | Eminent Domain                         | Mira Borski               |                    |
| 1992 | Férfias játékok              | Patriot Games                          | Cathy Ryan                | Prókai Annamária   |
| 1992 | Férfias játékok              | Patriot Games                          | Cathy Ryan                | Orosz Anna         |
| 1993 | A tanú teste                 | Body of Evidence                       | Joanne Braslow            | Virághalmy Judit   |
| 1993 |                              | Family Prayers                         | Rita Jacobs               |                    |
| 1993 | Rövidre vágva                | Short Cuts                             | Claire Kane               | Kovács Nóra        |
| 1994 | Végveszélyben                | Clear and Present Danger               | Cathy Muller Ryan         | Győry Franciska    |
| 1994 | Mindent bele, srácok!        | There Goes My Baby                     | narrátor (hangja)         |                    |
| 1996 | A sivatagi hold titka        | Mojave Moon                            | Julie Rigby               | Vándor Éva         |
| 1998 | Nico, az unikornis           | Nico the Unicorn                       | Julie Hastings            | Solecki Janka      |
| 2000 |                              | Dark Summer                            | Beryl Denright            |                    |
| 2000 | Elefántmese                  | Whispers: An Elephant's Tale           | Gentle Heart (hangja)     |                    |
| 2000 | A bevetés szabályai          | Rules of Engagement                    | Mrs. Mourain              | Mics Ildikó        |
| 2000 | A harc mestere               | The Art of War                         | Eleanor Hooks             | Menszátor Magdolna |
| 2002 |                              | The Gray in Between                    | Ursula                    |                    |
| 2003 | Nino bácsikám                | Uncle Nino                             | Marie Micelli             |                    |
| 2004 |                              | November                               | Carol Jacobs              |                    |
| 2005 | Szemtelen szemtanúk          | Man of the House                       | Molly McCarthy professzor | Kovács Nóra        |
| 2005 |                              | The Iris Effect                        | Sarah Hathaway            |                    |
| 2006 |                              | Cut Off                                | Louise                    |                    |
| 2006 | Döntő játszma                | End Game                               | first lady                | Keönch Anna        |
| 2008 | Az elítélt                   | Felon                                  | Maggie                    | Andresz Kati       |
| 2009 | Excsajok szelleme            | Ghosts of Girlfriends Past             | Vonda Volkom              | Nyakó Júlia        |
| 2010 |                              | Quantum Quest: A Cassini Space Odyssey | Gal 2000 (hangja)         |                    |
| 2014 | Altatódal                    | Lullaby                                | Rachel                    | Vándor Éva         |
| 2017 |                              | Trafficked                             | Monica anya               |                    |

### Televízió

#### Tévéfilm
| Év   | Magyar cím                                  | Eredeti cím                      | Szerep                   | Magyar hang        |
| ---- | ------------------------------------------- | -------------------------------- | ------------------------ | ------------------ |
| 1973 |                                             | The Blue Knight                  | Laila                    |                    |
| 1974 | Zorro újabb kalandjai                       | The Mark of Zorro                | Teresa                   |                    |
| 1975 |                                             | The Log of the Black Pearl       | Lila Bristol             |                    |
| 1975 |                                             | A Matter of Wife... and Death    | Carol                    |                    |
| 1976 |                                             | The Dark Side of Innocence       | Nora Hancock Mulligan    |                    |
| 1978 | A kalóz                                     | The Pirate                       | Jordana Mason            |                    |
| 1984 |                                             | The Sky's No Limit               | Dr. Susan Keith Browning |                    |
| 1987 |                                             | A Different Affair               | Chris Larwin             |                    |
| 1988 | A hit erejével                              | Leap of Faith                    | Debby Franke Ogg         | Bencze Ilona       |
| 1992 |                                             | The Last of His Tribe            | Henriette Kroeber        |                    |
| 1992 | Jó zsaru, kisebb hibákkal                   | Nails                            | Mary Niles               | Andresz Kati       |
| 1994 | Otthon, édes…                               | Jane's House                     | Mary Parker              | Kútvölgyi Erzsébet |
| 1994 | A kisfiamat nem adom                        | Because Mommy Works              | Abby                     |                    |
| 1995 |                                             | The Man in the Attic             | Krista Heldmann          |                    |
| 1995 |                                             | Present Tense, Past Perfect      | Kate                     |                    |
| 1996 | Jake női                                    | Jake's Women                     | Maggie                   |                    |
| 1998 | Az amerikai feleség botlása                 | Indiscretion of an American Wife | Julia Burton             |                    |
| 1998 | Bűnös titok                                 | My Husband's Secret Life         | Theresa "Sissy" Sullivan | Menszátor Magdolna |
| 2002 | Farkaskaland (A farkas éjszakája)           | Night of the Wolf                | Claire McNichol          |                    |
| 2007 | Az igazság fogságában (Bizonytalan játszma) | Judicial Indiscretion            | Monica Barrett           | Menszátor Magdolna |
| 2008 |                                             | Family Practice                  | Helena Kinglare          |                    |

#### Sorozat
| Év        | Magyar cím                               | Eredeti cím                       | Szerep                              | Megjegyzések                                                 |
| --------- | ---------------------------------------- | --------------------------------- | ----------------------------------- | ------------------------------------------------------------ |
| 1970      |                                          | Men at Law                        | Annette Porter                      | 1 epizód                                                     |
| 1970      | Hawaii Five-O                            | Hawaii Five-O                     | Jane Michaels                       | 1 epizód                                                     |
| 1971      |                                          | The F.B.I.                        | Lynne Ashton                        | 1 epizód                                                     |
| 1971      |                                          | The Mod Squad                     | Jennifer                            | 1 epizód                                                     |
| 1971      |                                          | Ironside                          | Myra St. John                       | 1 epizód                                                     |
| 1971      |                                          | Alias Smith and Jones             | Ellen Lewis                         | 1 epizód                                                     |
| 1971      |                                          | Love, American Style              | Louise                              | 1 epizód                                                     |
| 1972      |                                          | The Sixth Sense                   | Elizabeth Danbury                   | 1 epizód                                                     |
| 1973      |                                          | Mannix                            | Anne Avery                          | 1 epizód                                                     |
| 1973      |                                          | Bob & Carol & Ted & Alice         | Carol Sanders                       | 12 epizód                                                    |
| 1974–1976 |                                          | Harry O                           | Sharon Dempsey / Felicia Applequist | 2 epizód                                                     |
| 1975      | A farm, ahol élünk                       | Little House on the Prairie       | Kate Thorvald                       | 1 epizód                                                     |
| 1975      | Petrocelli                               | Petrocelli                        | Sherril Brewster                    | - 1 epizód - magyar hangja: - Földessy Margit - Györgyi Anna |
| 1975–1976 |                                          | Switch                            | Laurie                              | 3 epizód                                                     |
| 1976      |                                          | McCloud                           | Wilhelmina Kirk                     | 1 epizód                                                     |
| 1977      |                                          | Seventh Avenue                    | Myrna Gold                          | minisorozat (3 epizód)                                       |
| 1983      | Családfa                                 | The Family Tree                   | Annie Benjamin Nichols              | 6 epizód                                                     |
| 1985      | Falcon Crest                             | Falcon Crest                      | Cassandra Wilder                    | 22 epizód                                                    |
| 1999      | Halálos zarándoklat                      | Camino de Santiago                | Isabelle Derek                      | minisorozat (3 epizód)                                       |
| 2000      |                                          | Beggars and Choosers              | Beverly Boyden                      | 1 epizód                                                     |
| 2003      |                                          | Boston Public                     | Patricia Emerson                    | 3 epizód                                                     |
| 2004      | L                                        | The L Word                        | Lenore Pieszecki                    | 3 epizód                                                     |
| 2006      | Felhőtlen Philadelphia                   | It's Always Sunny in Philadelphia | Barbara Reynolds                    | 3 epizód                                                     |
| 2006–2008 | Szellemekkel suttogó                     | Ghost Whisperer                   | Beth Gordon                         | 4 epizód                                                     |
| 2008–2009 | Kőgazdagok                               | Privileged                        | Laurel Limoges                      | 13 epizód                                                    |
| 2016      |                                          | The Grinder                       | Lenore                              | 1 epizód                                                     |
| 2016      | Esküdt ellenségek: Különleges ügyosztály | Law & Order: Special Victims Unit | Trudy Morris                        | 1 epizód                                                     |
| 2021      | L: A Q generáció                         | The L Word: Generation            | Lenore Pieszecki                    | 1 epizód                                                     |
| 2022      | A kibukott                               | The Dropout                       | Charlotte Shultz                    | minisorozat (4 epizód)                                       |

## Fordítás
- Ez a szócikk részben vagy egészben a Anne Archer című német Wikipédia-szócikk fordításán alapul.  Az eredeti cikk szerkesztőit annak laptörténete sorolja fel. Ez a jelzés csupán a megfogalmazás eredetét és a szerzői jogokat jelzi, nem szolgál a cikkben szereplő információk forrásmegjelöléseként.